# Kornelija Kvesić
Kornelija Kvesić (Kraljeva Sutjeska, 25. kolovoza 1963.), hrv. košarkašica rodom iz BiH
Rođena je 25. kolovoza 1963. godine u Kraljevoj Sutjesci. Karijeru košarkašice počela je s 12 godina u košarkaškom klubu Rade Končar iz Slavonskog Broda pri OŠ u Brodskom Vinogorju. Trener Faba ju je zamijetio u gradu jer je bila visoka. Roditeljima su treneri iznijeli plan i program rada u klubu, obećavši da će se brinuti o njenom dolasku i odlasku s treninga, ako roditelji ne budu mogli. Roditelji su pristali i tako je počelo. S Končarom je bila juniorska prvakinja Hrvatske i druga u Jugoslaviji 1977. godine. Roditelji su htjeli da školovanje završi u Slavonskom Brodu. Kao kadetkinja i juniorka, bila je u seniorskom sastavu gdje je igrala po nekoliko minuta. Končar je tada bio savezni A2 ligaš. Poslije srednje škole igrala je i dalje za matični klub sve dok se za nju nije jače zainteresirala sarajevska Bosna. Otišla je u KK Bosnu 1984. ponajviše zbog Mirze Delibašića, kojeg je obožavala kao igrača. Radi prelaska u Bosnu sami Delibašić je došao u kuću njenih roditelja. Kad ga je vidjela, odlučila je prijeći u Bosnu. Tako je s 21 godinom otišla odlazim u sarajevsku Bosnu, u vrijeme kada je bila najbolja mlada igračica Jugoslavije. Nakon jedne sezone u KK Bosni, odlučila je otići u Hrvatsku. 1985 godine prešla je u Elemes iz Šibenika, tada novog prvoligaša. No, imala je još jednu sezonu ugovor s Bosnom, a u Bosni joj nisu htjeli dati ispisnicu pa je morala pauzirati sezonu 1985./1986. Sljedeće godine s Elemesom je osvojila Kup Jugoslavije, njen prvi trofej, pri čemu je njen obol u pobjedama protiv jakih Jedinstva iz Tuzle i Ježice iz Ljubljane bio velik. S Elemesom je osvojila i Kup 1990. i posljednje prvenstvo Jugoslavije 1991. godine.
Zatim je otišla u Francusku igrajući za Roouebrune Cap Martin gdje ostaje jednu sezonu. Odatle je prešla u grčki Panathinaikos u kojem igra do 1994. godine. U Hrvatskoj je bio rat, ali htjela je biti bliže domovini pa je otišla u Makedoniju, u klub Tikveš Florida iz mjesta Kavadaca, gdje je igrala s kolegicom iz reprezentacije Stojnom Vangelovskom. S klubom su senzacionalno osvojile naslov prvakinja u sezoni 1994./1995., pobijedivši Skoplje koje je imalo najjače igračice iz bivše Jugoslavije. Još je igrala u izraelskom Hapoel Tel-Avivu, pa je opet bila u Šibeniku, zatim u Belgiji, pa u turskom Giresunu i na koncu u Luxemburgu 2000., gdje je okončala igračku karijeru.
Ova hrvatska reprezentativka za reprezentaciju Jugoslavije odigrala je 170 utakmica. 
Kao kadetkinju i juniorku zvali su ju u najbolju izabranu vrstu Jugoslavije, no klub ju nije puštao. Tek kad je prešla u KK Bosnu, prvi je put nastupila za reprezentaciju. Dobitnica je više značajnih športskih odličja poput brončane medalje s Univerzijade održane 1985. godine u Japanu u Kobeu, srebrne medalje s europskog prvenstva održanog 1987. godine u Cadizu Španjolskoj, srebrne medalje s Olimpijskih igara održanih 1988. godine u Seulu u Južnoj Koreji, te srebrne medalje sa svjetskog prvenstva održanog 1990. godine u Maleziji u Kuala Lumpuru.
Prestankom igranja, nije otišla iz košarke. Završila je Kineziološki fakultet u Zagrebu, smjer - košarka i vratila se je u Slavonski Brod u kojem je počela s košarkom gdje trenira košarkašice KK "Brod". Prvo je bila pomoćnica, a potom i glavna trenerica. U trećoj godini rada plasirale su se na poluzavršnicu kadetskog i juniorskog prvenstva Hrvatske, a tri igračice iz njena kluba Ivana Brekalo, Iva Majić i Marta Zečević, dobile su poziv za hrvatsku reprezentaciju. Najbolji rezultat ostvarile su 2010./2011. kad su umalo se plasirale u A 1 ligu. 
Članica je Upravnog odbora Hrvatskog kluba olimpijaca.